# Dubník (Červenica)
Dubník ist eine Ortschaft in der Slowakei. Sie ist Teil der Gemeinde Červenica nördlich des Hauptortes in den Bergen. In der Nähe von Dubník befindet sich bei 21°27'45" E 48°55'26" N ein 318 Meter hoher abgespannter Stahlrohrsendemast zur Verbreitung von UKW- und Fernsehprogrammen, dessen Fundament 874 Meter über NN liegt.
Bekannt ist der Ort auch für die sich in der Nähe befindlichen Opalvorkommen, die seit Ende des 16. Jahrhunderts abgebaut werden.
Hier wurde um 1670 der größten Edelopal Europas (Gewicht 594 Gramm) gefunden, er befindet sich heute im Besitz des Naturhistorischen Museums in Wien.